# Nahal Oren
Nahal Oren o, en àrab, Uadi Fallah, és un jaciment arqueològic d'època prehistòrica situat a la riba nord del Uadi de Nahal Oren, al sud del mont Carmel a Israel. El jaciment comprèn una cova i la petita terrassa del davant.
El jaciment es va excavar per primera vegada el 1941. S'hi han trobat indústries de les cultures kebariana (Paleolític superior), natufiana (Epipaleolític) i del Preceràmic A i B.

## Excavació
El jaciment va ser objecte de diverses campanyes d'excavació. Sota la direcció de Moshe Stekelis es va començar a excavar el 1942, i després hi tornaria en diferents campanyes des del 1954 fins al 1960 (amb el suport de Tamar Yzraely-Noy), i del 1969 al 1970 (recolzat per Eric Higgs i Anthony Legge). En quedar la cova soterrada sota esllavissades, les excavacions es van concentrar principalment a la terrassa, en una superfície d'aproximadament 400 m², on es van descobrir fins a nou nivellsː
| Kebarià      | nivells IX-VII | 18 250 - 15 300 BP |
| Natufià      | nivells VI-V   | 15 000 - 11 500 BP |
| Preceràmic A | nivells IV-III | 11 500 - 10 500 BP |
| Preceràmic B | nivells II-I   | 10 500 - 9000 BP   |

## Descripció
Al jaciment de Nahal Oren s'hi van trobar restes de consum de blat, tot i que no era clar si es tractava d'una espècie conreada o salvatge. Val a dir que el gra era relativament rar al lloc en comparació amb altres recursos alimentaris. La cronologia dels grans de blat midoner trobats a Nahal Oren indica que el cultiu de gra podria haver començat fa 16.000 anys. El 1985, les tres espiguetes de pisana conreada trobades en un context kebaranià a Uadi Oren es van considerar tan primerenques que es s'ha pensat que es tracti d'una anomalia.

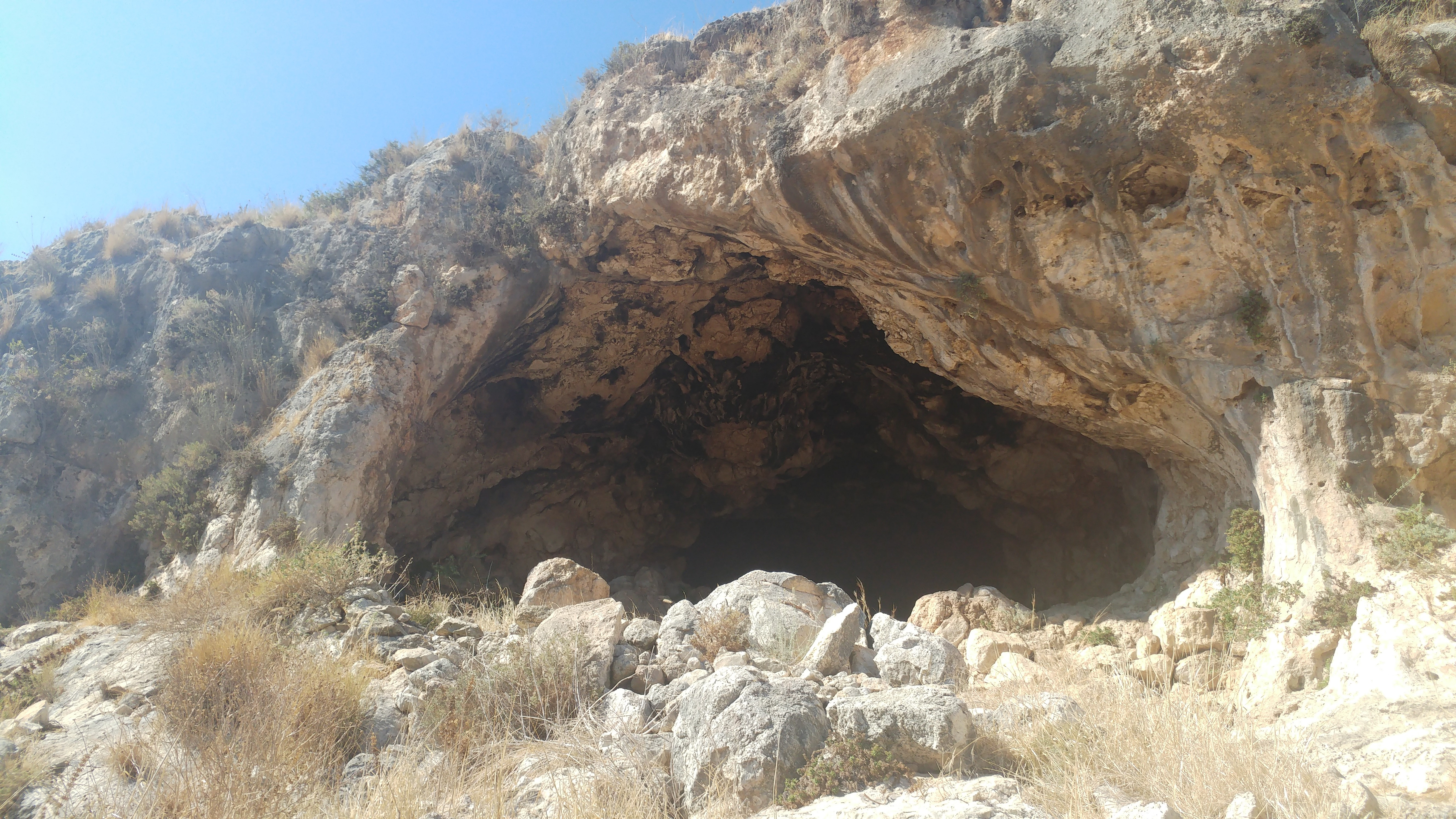
Entrada de la cova.

Durant l'ocupació neolítica, la principal font d'aliment al lloc sembla que eren les gaseles, i a jutjar per l'alta incidència d'ossos d'exemplars joves, es creu que aquests animals podrien haver estat domesticats. El canvi posterior vers a la cria de cabres pot haver-se donat perquè les cabres són menys selectives en la seva dieta que les gaseles, i poden pasturar en zones on les gaseles no ho farien.
Molt a prop, sobre quatre terrasses artificials, s'hi va bastir un poble durant el preceràmic A d'unes 13 cases subcirculars i altres estructures. Els edificis eren similars als del preceràmic A de Jericó. En aquest poble. només s'hi va descobrir un únic enterrament humà. No hi havia aixovar associat a la fossa funerària, i l'esquelet estava complet amb l'excepció del crani, que havia estat eliminat, un primer exemple d'una pràctica que s'extendrà durant del Neolític.

Les restes del poble que va seguir a aquest durant el preceràmic B són molt més escasses, però semblen una continuació de la fase del preceràmic A.

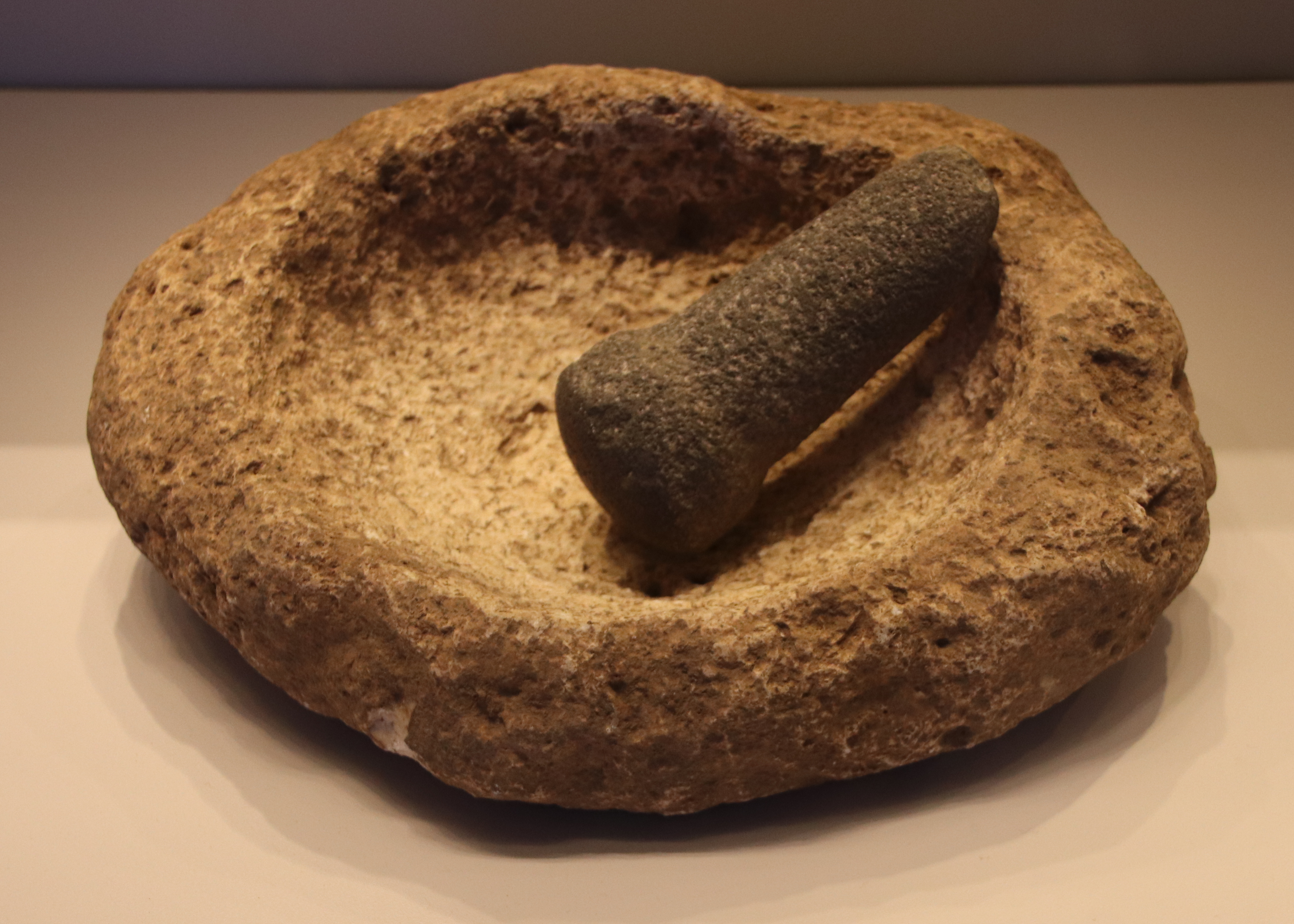
Morter trobat a Nahal Oren.